# La Chapelle-sur-Dun
La Chapelle-sur-Dun ist eine französische Gemeinde mit 162 Einwohnern (Stand 1. Januar 2022) im Département Seine-Maritime in der Region Normandie (vor 2016 Haute-Normandie). Sie gehört zum Arrondissement Dieppe und zum Kanton Saint-Valery-en-Caux (bis 2015 Kanton Fontaine-le-Dun). Die Einwohner werden Catelais genannt.

## Geographie
La Chapelle-sur-Dun liegt etwa 19 Kilometer südwestlich von Dieppe im Pays de Caux.

## Bevölkerungsentwicklung
| Jahr      | 1962 | 1968 | 1975 | 1982 | 1990 | 1999 | 2007 | 2018 |
| Einwohner | 387  | 337  | 282  | 242  | 205  | 207  | 194  | 159  |

## Sehenswürdigkeiten
- Kirche Saint-Jean aus dem 19. Jahrhundert
- Schloss
- Brücke aus dem 15. Jahrhundert über den Fluss Dun